# 加祿堂社
加祿堂社是台灣歷史上曾經存在的原住民排灣族社群，位於今日屏東縣枋山鄉加祿一帶。翁佳音認為荷蘭文獻記載的即是指此社群，清治文獻又記載為「加六堂社」。1630–40年代荷蘭東印度公司幾次派遣遠征軍前往台灣東部探查金礦，探金路線穿越排灣族的領地，1645年的路線回程經過（亦有等拼寫）。:275:250,372,387,459-460,678蘇格蘭人大衛·萊特（David Wright）1650年代來台，記錄台灣劃分為十一個政治實體，第七區「卡地曼」（Cardeman）劃分在南部地方會議區內，該社群由五個村落組成，由女性統治，有很大的權威，對基督徒友善，被荷蘭人稱為「善婦」。荷蘭軍隊經過其領地時，她會提供糧食，原本是寡婦，後來與一名地方的王子再婚，並且曾經前往大員。《熱蘭遮城日誌》記載社群在1656年3月10日出席南部地方會議，頭目本人並未出席，而由姊妹持權杖代理。:23公司強制移住原住民，命令排灣族離開山區搬到平地，力里社族人唯恐搬到平地因環境不衛生感染致命疾病而抵抗遷社，1661年2月公司派兵征討不聽命的力里社，隨軍的瑞士傭兵Albrecht Herport在遊記中記錄，由大員出航途中於海邊社登陸，該社由婦人統治，如同女王一般，她也招待軍隊酒食，荷蘭人稱她為好婦人。同時期的《巴達維亞城日誌》與台灣長官揆一致總督書信，都記錄1661年初征討力里社（日期與所記差幾天），提到在上岸。翁佳音認為前述不同拼寫均為同地不同拼音，此社就是清治文獻記載的「加六堂」（加祿堂）。
清治文獻中，1684年《福建通志》〈台灣府三縣圖〉標示「茄洛堂」；1685年啟撰《台灣府志》蔣志記載鳳山縣轄「加六堂社」；1694年啟撰高志記載，加六堂社有賦稅四十九兩餘、附輿圖〈台灣府總圖〉標示「加洛社」；推定1699–1704年調製《康熙台灣輿圖》、推定1697–1722年調製《艾渾、羅剎、台灣、蒙古軍備圖》台灣的圖幅，標示「加洛堂」；1719年啟撰《鳳山縣志》記載「加祿堂社」、又記為「加六堂社」，歸在清治時下淡水內附的土番社四社之一，賦稅四十九兩餘，與1715年生番歸化山豬毛十社年輸鹿皮五十張折銀十二兩分列；1762年啟修《重修鳳山縣志》記載加六堂社改歸在山豬毛歸化生番，而因漢人越界侵占原住民土地竊盜、盜墾、盜砍、盜獵引發衝突，於1722年在逼近生番處數十里或十餘里俱立石為界，自加六堂以上至琅𤩝，亦為嚴禁，不許透越；推定1756–1759年調製《乾隆台灣輿圖》標示「加洛堂社」；1760年《台灣民番界址圖》（通稱〈中研圖〉）標示「加咯塘」在土牛紅線境外；1871年《台灣府輿圖纂要》記加洛堂；1878年《全台前後山輿圖》標示「嘉鹿塘」；1888–1891年《台灣地輿總圖》標示「嘉鹿潭」:38；1892–1894年期間采訪《鳳山縣采訪冊》記載「山豬毛山內有加六堂等社生番居之」、又記「入恆春縣界又四里嘉鹿塘」。日治初期地圖標示「家祿庄」、「嘉祿庄」，1900年代設立「加祿堂庄」。